# Afromynoglenes parkeri
Afromynoglenes parkeri – gatunek pająka z rodziny osnuwikowatych, jedyny z monotypowego rodzaju Afromynoglenes. Występuje w Etiopii.

## Taksonomia
Gatunek ten opisany został po raz pierwszy w 1996 roku przez Petera Merretta i Anthony’ego Russella-Smitha. Jako lokalizację typową autorzy wskazali las państwowy Munessa w ówczesnej prowincji Arsi, a współczesnej Oromii. Epitet gatunkowy nadano na cześć Johna R. Parkera w uznaniu zasług dla British Arachnological Society.

## Morfologia
Pająk o ciele długości od 2,95 do 4,2 mm. Karapaks u samic ma od 1,4 do 1,8 mm długości i od 0,95 do 1,25 mm szerokości, zaś u samców od 1,45 do 2,1 mm długości i od 1,05 do 1,4 mm szerokości. Ubarwienie karapaksu jest żółtobrązowe do ciemnożółtobrązowego, silnie podbarwione szaro przy jamkach, wzdłuż rozchodzących się od nich linii i przy krawędziach. Oczy pary przednio-środkowej są małe, zaś pozostałych par duże. Na nadustku widnieje para bruzd poniżej oczu pary przednio-bocznej. Żółtobrązowe szczękoczułki mają u samca po pięć dużych zębów na przednich krawędziach rowków i po trzy małe ząbki na tylnych krawędziach rowków, natomiast u samicy mogą być tylko cztery zęby na krawędziach przednich. Sternum jest ciemnożółtobrązowe z szarymi podbarwieniami. Odnóża są żółtobrązowe, niekiedy ze słabym, szarym obrączkowaniem w odsiebnych częściach goleni, u samic czasem także z szarym paskowaniem na udach. Na udach występuje jeden, rzadziej dwa kolce grzbietowe oraz jeden lub dwa kolce przednio-boczne. Golenie mają po dwa kolce grzbietowe, po jednym przednio-bocznym oraz po kilka kolców brzusznych. Wszystkie nadstopia mają po jednym długim trichobotrium oraz szereg od 1 do 6 krótszych trichobotrii dodatkowych. Wierzch opistosomy (odwłoka) jest szary do czarnego z jasnym wzorem obejmującym parę bocznych pasków podłużnych w części przedniej oraz od czterech do sześciu par kropek w części tylnej, z których to pierwsza para jest największa. Spód opistosomy również jest szary do czarnego, a na tym tle zwykle ma parę jasnych, cienkich pasków bocznych.
Nogogłaszczki samca mają paracymbium o gałęzi odsiebnej dłuższej niż u większości Mynogleninae, tegulum o silnej, haczykowatej, dobrze widocznej z boku, ale słabo widocznej od spodu apofizie tegularnej, a embolus bardzo długi i tworzący szeroką pętlę wokół dosiebnej części bulbusa, zakończony w pobliżu blaszkowatej błony embolicznej. Genitalia samicy charakteryzują się płytką płciową o zesklerotyzowanym, U-kształtnym trzonie zaopatrzonym w dużą kieszeń oraz długimi przewodami kopulacyjnymi rozciągniętymi wzdłuż boków dużych i silnie zesklerotyzowanych spermatek.

## Ekologia i występowanie
Gatunek afrykański, podawany wyłącznie z Etiopii. Żyje w górach, na rzędnych od 1900 do 2600 m n.p.m. Zasiedla rozmaite lasy, zadrzewienia, zakrzewienia, ziołorośla i łąki. Bytuje na roślinach zielnych, trawach, w ściółce i pod butwiejącymi kłodami.